# Alexei Borissowitsch Lobanow-Rostowski

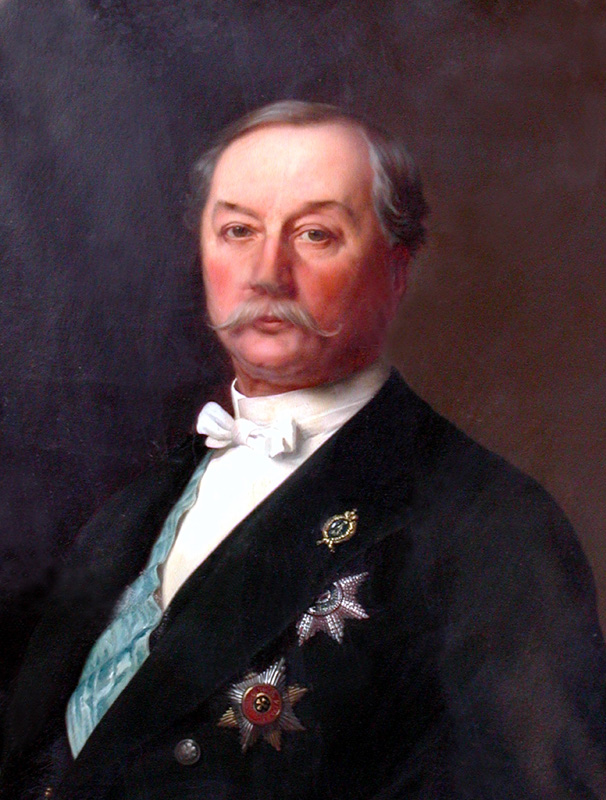
Alexei Borissowitsch Lobanow-Rostowski

Fürst Alexei Borissowitsch Lobanow-Rostowski (russisch Князь Алексе́й Бори́сович Лоба́нов-Росто́вский) (* 30. Dezember 1824 im Gouvernement Woronesch; † 30. August 1896 in Schepetiwka) war ein russischer Diplomat und Außenminister.

## Leben
Er entstammte dem russischen Hochadelsgeschlecht Lobanow-Rostowski, einer Seitenlinie der Rurikiden. Seine Eltern waren Fürst Boris Alexandrowitsch Lobanow-Rostowski, ein Enkel des Fürsten Iwan Iwanowitsch Lobanow-Rostowski und Olympiada Michailowna, geb. Borodina.  
Alexei Borissowitsch Lobanow-Rostowski besuchte die Eliteschule Lyzeum Zarskoje Selo. Im Alter von 20 Jahren trat er in den Diplomatischen Dienst ein und wurde 1859 Russischer Gesandter in Konstantinopel. Darauf erhielt er die Stelle als Sekretär des Russischen Kommissariats in Albanien. 1879 bis 1882 diente er als Russischer Botschafter in England, seit Juni 1882 als Russischer Botschafter in Wien und seit 1895 als Russischer Botschafter in Deutschland. Nach dem Tode von Nikolai Karlowitsch de Giers ernannte ihn Zar Nikolaus II. 1895 zum Russischen Außenminister. Das nach ihm benannte Yamagata-Lobanow-Abkommen zwischen dem Japanischen Kaiserreich und dem Russischen Kaiserreich, das am 9. Juni 1896 in Moskau unterzeichnet wurde regelte Streitfragen der beiden Mächte in Bezug auf Korea. Der ursprüngliche Entwurf von Yamagata Aritomo sah im Falle einer militärischen Besetzung der Halbinsel durch japanische und russische Truppen eine Teilung Koreas entlang des 38. Breitengrades vor. Alexei Borissowitsch Lobanow-Rostowski starb am 30. August 1896 in Schepetiwka. Sein Nachfolger im Amt wurde Nikolai Schischkin.  

## Auszeichnungen
- Orden des Heiligen Andreas des Erstberufenen
- Orden des Heiligen Alexander Newski
- Orden der Heiligen Anna, I. Klasse
- Orden des Heiligen Wladimir, I. II. und III. Klasse
- Orden des Heiligen Stanislaus, I. Klasse
- Kaiserlich-Königlicher Orden vom Weißen Adler
- Orden der Ehrenlegion